# 邴志刚
邴志刚（1957年1月—），男，汉族，辽宁盖州人，中华人民共和国政治人物。辽宁大学经济系经济管理专业班函授毕业，中国社会科学院研究生院财政学专业毕业，研究生学历。

## 生平
1975年11月参加工作。1975年12月加入中国共产党。历任辽宁省锦县县委副书记、县长，凌海市委副书记、市长，辽宁省地方税务局副局长、局长，省财政厅厅长等职。2008年，当选第十一届全国人大代表。2010年7月，任辽宁省人民政府副省长。2017年1月，当选辽宁省人大常委会副主任。